# Lục Tiểu Phụng
Lục Tiểu Phụng (陆小凤, Lu Xiao Feng) là một nhân vật nổi tiếng trong những tiểu thuyết kiếm hiệp của Cổ Long với biệt hiệu "Tứ mi mao" - người có bốn hàng lông mày, bởi bộ ria mép của anh mảnh như lông mày vậy. Nhân vật này là một người chuyên làm việc nghĩa, tuy có võ công lợi hại là "Linh tê chỉ", song Cổ Long không chú trọng lắm về việc miêu tả võ công của anh, mà tập trung khai thác khả năng phá án ("Lục Tiểu Phụng hệ liệt" là truyện võ hiệp song mang tính trinh thám nhiều hơn). Tật xấu của nhân vật này là mê rượu và nữ nhân. Lục Tiểu Phụng còn có những "biệt hiệu" khác do các "hảo bằng hữu" đặt cho: Lục Ba Trứng, Lục Tiểu Kê...

## Các tác phẩm trong hệ liệt
7 quyển:
- Lục Tiểu Phụng truyền kỳ hay Kim Bằng vương triều, 陆小凤传奇 Liu Xiao Feng Chuan Ji (The Legend of Liu Xiao Feng) - 1976
- Tú hoa đại đạo, 繡花大盜 Xiu Hua Da Dao (Embroidery Bandit) - 1976 (bản dịch cũ: Phượng gáy trời nam)
- Quyết chiến tiền hậu, 決戰前後 Jue Zhan Qian Hou (Before and After the Duel) - 1976 (bản dịch cũ: Tiền chiến hậu chiến)
- Ngân Câu đổ phường, 银钩赌坊 Yin Gou Du Fang (The Silver Hook Gambling House) - 1977
- U Linh sơn trang, 幽靈山莊 You Ling Shan Zhuang (Stealth Mountain Village) - 1977
- Phụng vũ cửu thiên, 鳳舞九天 Feng Wu Jiu Tian (The Phoenix Dances of Nine Heavens) - 1978
- Kiếm thần nhất tiếu, 劍神一笑 Jian Shen Yi Xiao (Laughter of the Sword God) - 1981

## Chuyển thể

### Phim truyền hình
| Năm  | Sản xuất                           | Diễn viên      | Tên phim                                                | Ghi chú |
| ---- | ---------------------------------- | -------------- | ------------------------------------------------------- | --- |
| 1976 | TVB (Hong Kong)                    | Lưu Tùng Nhân  | Luk Siu Fung (陸小鳳)                                   | 18 tập chia làm 3 phần. Giám đốc sản xuất Wong Tin Lam. Nhân vật chính: Hoàng Nguyên Thân trong vai Tây Môn Xuy Tuyết, Trịnh Thiếu Thu trong vai Diệp Cô Thành, Trịnh Doãn Tài trong vai Hoa Mãn Lâu và Hoàng Hạnh Tú trong vai Tôn Tú Thanh. Bài hát chính trong phim do Adam Cheng và Teresa Cheung trình bày. |
| 1986 | TVB (Hong Kong)                    | Vạn Tử Lương   | The Return of Luk Siu Fung (陸小鳳之鳳舞九天)           | 40 tập. Đạo diễn Tiêu Sanh. Nhân vật chính Huỳnh Doãn Tài trong vai Hoa Mãn Lâu, Huệ Thiên Tứ trong vai Tây Môn Xuy Tuyết, Trần Tú Châu trong vai Tinh Tinh và Cảnh Đại Âm trong vai Tiết Băng. |
| 2000 | Hong Kong và TCS (Singapore)       | Lâm Chí Dĩnh   | Lục Tiểu Phụng 1 (陸小鳳)                               | Nhân vật chínhLý Minh Thuận trong vai Tây Môn Xuy Tuyết, Vương Điền Tài trong vai Hoa Mãn Lâu vàMạc Thiếu Thông trong vai Hòa thượng thật thà. |
| 2001 | Hong Kong and TCS (Singapore)      | Tôn Diệu Uy    | Lục Tiểu Phụng 2: Phụng Vũ Cửu Thiên (陸小鳳之鳳舞九天) | Nhân vật chính Lý Minh Thuận trong vai Tây Môn Xuy Tuyết, Trần Thái Minh trong vai Hoa Mãn Lâu, Lê Tư trong vai Han Linh và Vu Vinh Quang trong vai Cung Cửu. |
| 2006 | CCTV (Mainland China)              | Trương Trí Lâm | The Legend of Lu Xiao Feng (陸小鳳傳奇)                 | 20 tập. Nhân vật chính Hà Nhuận Đông trong vai Tây Môn Xuy Tuyết, Trương Trí Nghiêu (Ken Chang) trong vai Hoa Mãn Lâu, Trương Đạt Minh trong vai Tư Không Trích Tinh, Nghiêm Khoan trong vai Diệp Cô Thành và Phạm văn Phương trong vai Sa Mạn.                                                                  |
| 2015 | Tây Ngạn truyền thông (Trung Quốc) | Lâm Phong      | Lục Tiểu Phụng và Hoa Mãn Lâu (陸小鳳與花滿樓)          | 43 tập. Nhân vật: Trương Hiểu Long vai Hoa Mãn Lâu, Lan Hi vai Thượng Quan Đan Phụng, Trương Mông vai A Tín, Đàm Tuấn Ngạn vai Tây Môn Xuy Tuyết, Mao Lâm Lâm vai Tôn Tú Thanh, Trịnh Tắc Sĩ vai Hoắc Hưu. Ca khúc chủ đề: Tâm hữu linh tê (Lâm Phong), ca khúc cuối phim: Nhất điểm thông (Thái Tuấn Đào).      |